# کیپ الیزابت (مین)
کیپ الیزابت، مین (انگلیسی: Cape Elizabeth, Maine) شهری در شهرستان کامبرلند ایالت مین است که در سرشماری سال ۲۰۱۰ میلادی، ۹٬۰۱۵ نفر جمعیت داشته است

## نگارخانه

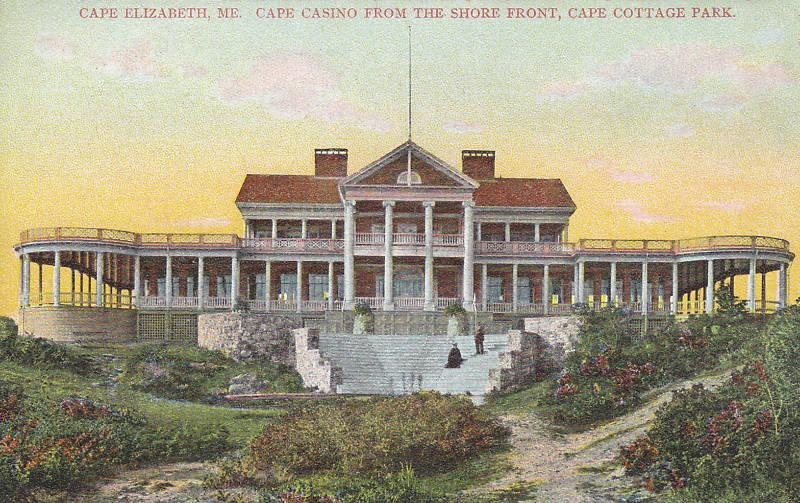
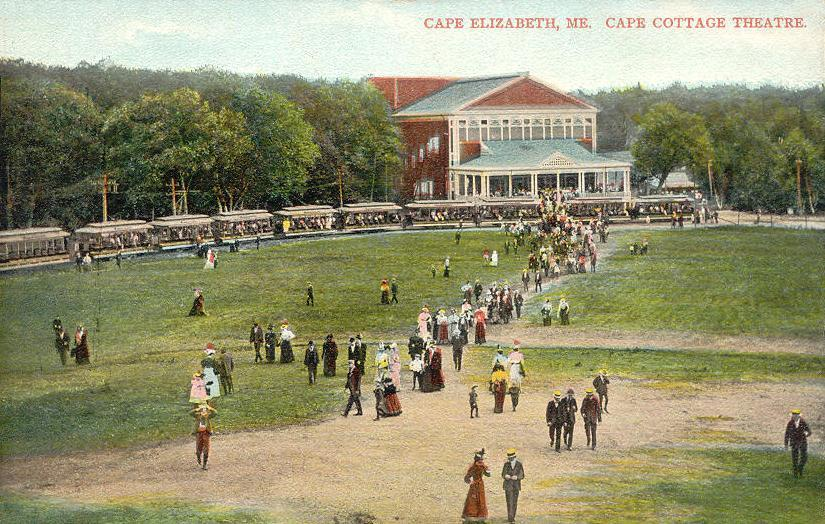
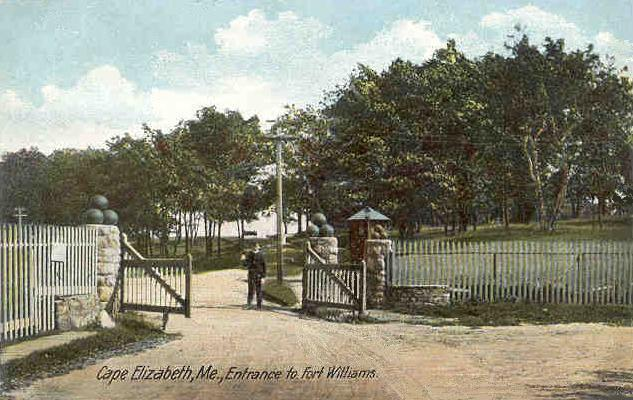
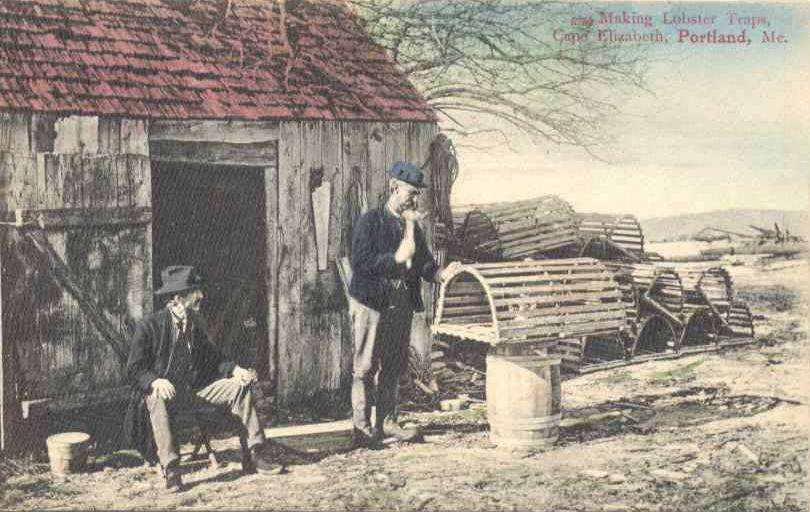